# Миколай Фірлей (воєвода краківський)
Миколай Фірлей (пол. Mikołaj Firlej, ? — 1599/1601) — польський шляхтич, державний діяч Речі Посполитої, магнат.

## Життєпис
Син великого маршалка коронного, кальвініста Яна Фірлея та Зоф'ї з Бонерів.
Після перебування у Римі зрікся кальвінського обряду, перейшов на католицький в 1569 році. Після смерти батька відновив в родинному костелі в Крумлеві католицькі відправи, храм передав католикам. Був освіченим, володів іноземними мовами. В складі делегації їздив до Франції супроводжувати до Речі Посполитої новообраного короля Генриха. Їздив до Відня переконувати Максиміліана Габсбурґа стати королем Речі Посполитої (не вдалось).

Король Іспанії надав йому титул графа.
Помер в 1599 р. (менш ймовірно. в 1601 р.).

### Сім'я
Перша дружина — Ельжбета Ліґензянка. Діти:
- Миколай
- Зоф'я
- Анна
- Катажина
- Ельжбета[3]
- Кристина.[3]

Друга дружина — Аґнєшка з Тенчинських. Діти:
- Ян[2]
- Зоф'я[3]

### Посади
Каштелян бецький і референдар надвірний коронний (1576 р., отримав від короля Стефана Баторія), воєвода краківський (з 1589 р.); староста новокорчинський, пілзненський, люблінський, вольбромський, казимирський (отримав від короля Сиґізмунда II Авґуста).